# Norman René
Norman René (Bristol, 1951 – New York, 24 maggio 1996) è stato un regista statunitense.

## Biografia
Dopo aver abbandonato gli studi di psicologia dopo un anno alla Università Johns Hopkins, René studiò teatro e recitazione all'Università Carnegie Mellon. Dopo la laurea nel 1974, René si trasferì a New York, dove fondò una compagnia teatrale nell'Off off Broadway con Julie Hagerty, Judith Ivey, Treat Williams, Mark Linn-Baker e John Glover. Nel 1979 conobbe il drammaturgo Craig Lucas, con cui collaborò nel 1981 per la rivista musicale Marry Me a Little, con un testo scritto da Lucas intorno a diverse canzoni di Stephen Sondheim; René diresse il progetto. Successivamente, René diresse altre tre opere teatrali di Lucas durante gli anni 80: Persons (1981), Blue Window (1984) e Three Postcards (1987). Nel 1990 diresse il suo più grande successo commerciale e artistico, la pièce di Lucas Prelude to a Kiss, per cui vinse l'Obie Award alla migliore regia. Due anni dopo diresse anche l'adattamento cinematografico della pièce, con Alec Baldwin e Meg Ryan. Sempre nel 1990 diresse il suo primo film, Chi mi dici di Willy?, il primo film statunitense ad affrontare il tema dell'AIDS: il film vinse il premio del pubblico al Sundance Film Festival.
Dichiaratamente omosessuale, René ebbe una lunga relazione con l'attore Kevin McKenna. Morì nel 1996 per complicazioni legate all'AIDS.

## Filmografia

### Regista

#### Cinema
- Che mi dici di Willy? (Longtime Companion) (1989)
- Doppia anima (Prelude to a Kiss) (1992)
- Reckless (1995)

#### Televisione
- American Playhouse - serie TV, 1 episodio (1987)

### Produttore
- Doppia anima (Prelude to a Kiss), regia di Norman René (1992)